# 결성면

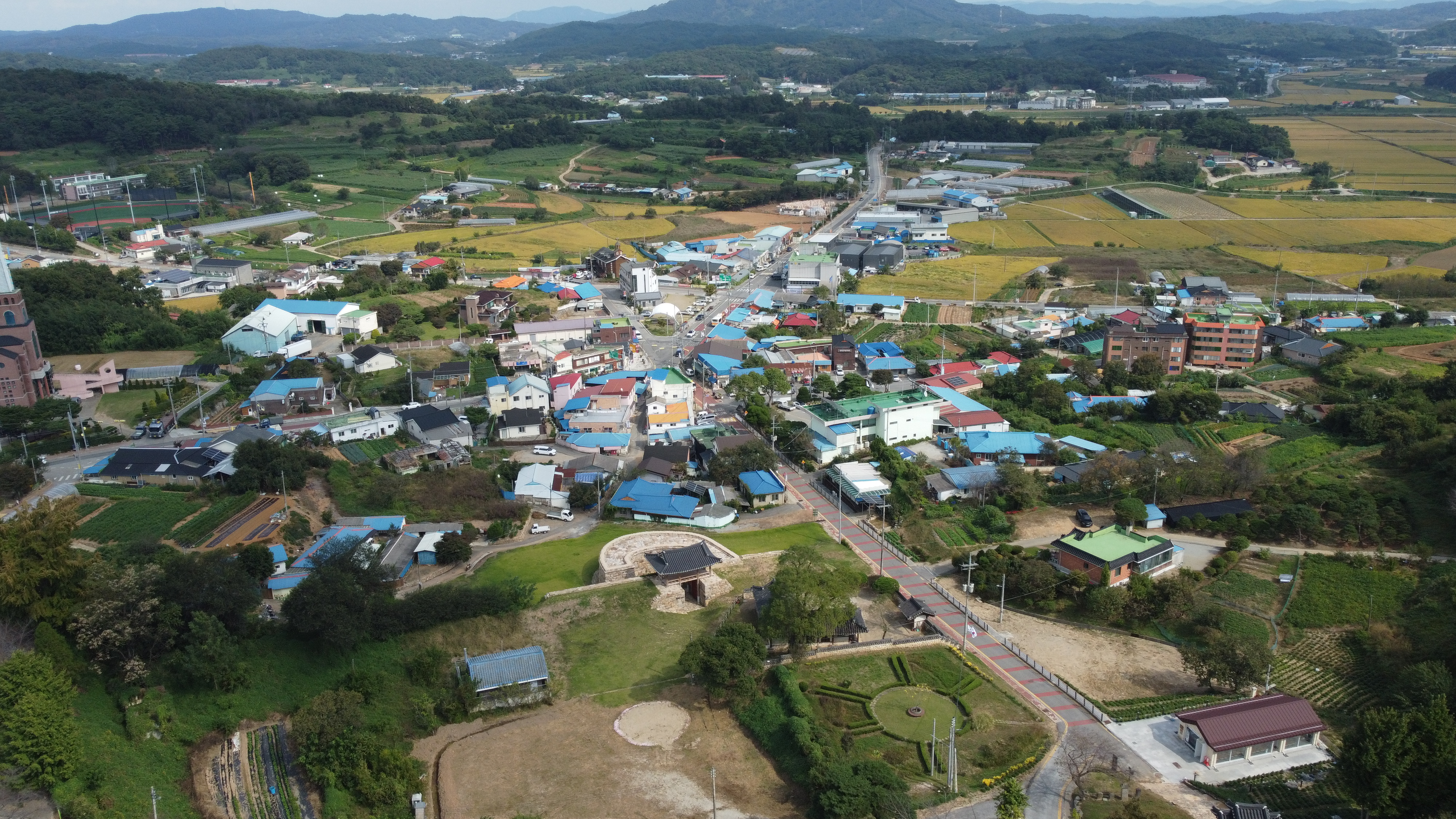

결성면(結城面)은 대한민국 충청남도 홍성군에 딸린 면 행정구역 중의 하나이다.

## 개요
1895년(고종 32년)에 결성군으로 승격되었으나, 1914년 홍주군과 강제 통합되면서 결성면으로 강등되었다. 문화 유적으로는 고산사 대웅전(보물 제399호)과 한용운 생가지 등이 있고, 전통 농요인 결성농요가 있다.

## 법정리
- 교항리
- 금곡리
- 무량리
- 성곡리
- 성남리
- 성호리
- 용호리
- 읍내리
- 형산리